# Viraganidé
Viraganidé war eine Masseneinheit (Gewichtsmaß) für Edelmetalle in Puducherry (Pondichery) in Französisch-Indien.
- 1 Viraganidé = 1/10 Palom = 10 Panavades = 3,3993 Gramm[1]
- 1 Viraganidé = 0,204 Lot (Preußen)[2]